# Aerodramus sawtelli
Aerodramus sawtelli là một loài chim trong họ Yến (Apodidae), đặc hữu đảo Atiu trong quần đảo Cook.
Loài chim nhỏ, tối màu này đạt chiều dài khoảng 10 cm (3,9 in). Phần trên của nó có màu nâu đen bồ hóng, thân dưới sáng màu hơn.